# 宝水
《宝水》是中国女作家乔叶于2022年发表的一部长篇小说，2023年获得第十一届茅盾文学奖。

## 故事简介
被严重的失眠症所困的中年女性地青萍，提前退休后来到宝水村帮朋友经营民宿。她参与村庄事务也见证了乡村丰富而深刻的嬗变，且自身的疾病也被逐渐治愈。

## 主要人物
- 地青萍：罹患失眠症的中年女性

## 创作
作者在茅盾文学奖获奖感言中说到：“故乡拥抱着我，时代拥抱着故乡。我一直认为，作家和时代就是浪花和大海、庄稼和土地的关系。弱水三千，取一瓢饮，这一瓢水必然是时代的成分。《宝水》就是我取到的这一瓢水。整个创作期用了七八年，期间我经常做的事是“跑村”和“泡村”。“跑村”是去看尽量多的乡村样本，这意味着素材的广度，“泡村”是比较专注地跟踪几个村的变化，这意味着素材的深度。“跑村”和“泡村”让我真正深入到了生活内部，从而得到了丰厚回报：生活把它迷人的光芒与气息深融密织在作品的质地中。在生活现场我也深切地感受到了一种巨大的力量，这力量能修改成见，也能赋予新见。”

## 评价
第11届茅盾文学奖评委会颁奖词：“乔叶的《宝水》，风行水上，自然成文，映照着“山乡巨变”。移步换景的风俗风情与豆棚瓜架的倾心絮语，涵容着传统中国深厚绵延的伦常智慧和新时代方生方长、朝气蓬勃的新观念、新情感、新经验。在创造新生活的实践和人的精神成长中，构造融汇传统与现代、内心与外在的艺术形态，为乡土书写打开了新的空间。”